# Rick Moranis

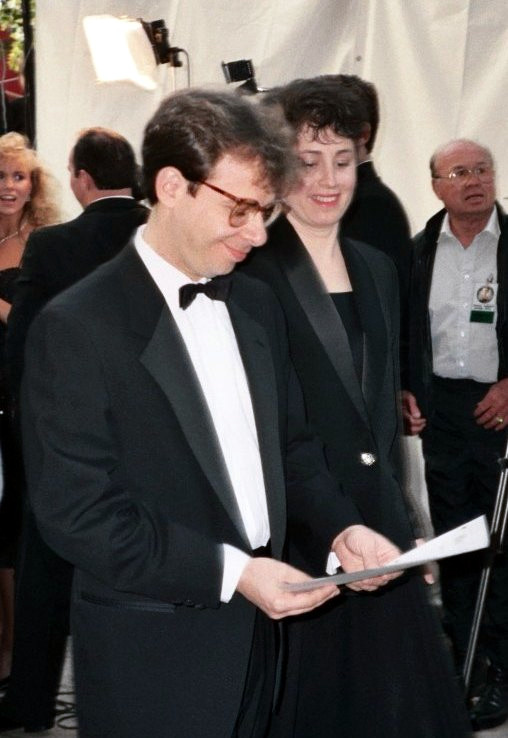
Moranis bei der Oscarverleihung 1990

Frederick Alan „Rick“ Moranis (* 18. April 1953 in Toronto, Ontario) ist ein kanadischer Schauspieler, Komödiant und Musiker.

## Leben
Moranis erlangte vor allem in den 1980er und 1990er Jahren durch zahlreiche komödiantische Auftritte in erfolgreichen Kinofilmen weltweite Bekanntheit. Seinen Durchbruch hatte er zuvor mit der von ihm mitkonzipierten Comedyshow Second City TV, in der er zusammen mit Dave Thomas die stereotypen Kanadier Bob & Doug McKenzie spielte. 1982 erhielt er für die 1981 ausgestrahlte Folge Moral Majority Show einen Emmy in der Kategorie Drehbuch für eine Varieté-, Musik- oder Comedyshow.
In seinem ersten Kinofilm („Zwei Superflaschen räumen auf“), der bislang auch seine einzige Regiearbeit darstellt, griff er diese beiden Charaktere wieder auf. Neben seinen Erfolgen in Kinofilmen wie Ghostbusters, Spaceballs, Liebling, ich habe die Kinder geschrumpft oder Familie Feuerstein konnte er sich auch als DJ bei mehreren kanadischen Radiosendern etablieren. 1993 wirkte er zudem als Hauptdarsteller im Musikvideo zu Tomorrow’s Girls von Donald Fagen mit.
Das letzte Mal stand Moranis 1997 vor der Kamera. Nachdem seine Frau Anne Moranis 1991 an den Folgen einer Krebserkrankung verstorben war, zog er sich zunehmend vom Filmgeschäft zurück, um sich verstärkt der Erziehung seiner beiden Kinder zu widmen. Laut einem Interview von 2015 sei er jedoch nicht im Ruhestand, nur sehr wählerisch. Einen Gastauftritt in der Neuverfilmung der Ghostbusters lehnte er ab.
Aktiv zeigt sich Moranis indes als Musiker. 2005 erschien sein Album The Agoraphobic Cowboy mit Countrysongs und Comedyeinlagen, das bei den Grammy Awards 2006 als Bestes Comedy-Album nominiert wurde. 2013 folgte sein Klezmer-Album My Mother’s Brisket, auf dem sich Moranis in Comedysongs mit seiner jüdischen Herkunft auseinandersetzt.
Am 1. Oktober 2020 wurde Moranis in Manhattan auf offener Straße Opfer eines Angriffs, bei dem er leicht verletzt wurde. Der Täter konnte nach Veröffentlichung von Videoaufnahmen im November 2020 gefasst werden.
Im für 2027 geplanten Film Spaceballs 2 wird Moranis wieder in die Rolle des Lord Helmchen schlüpfen. Neben ihm werden auch Mel Brooks und Bill Pullman in den Rollen des Yogurt und Lone Starr erneut auf der Leinwand erscheinen.

## Filmografie (Auswahl)
- 1976: 90 Minutes Live (Fernsehserie)
- 1976: Second City TV (Fernsehserie)
- 1983: Zwei Superflaschen räumen auf (The Adventures of Bob & Doug McKenzie: Strange Brew)
- 1984: The Wild Life
- 1984: Straßen in Flammen (Streets of Fire)
- 1984: Ghostbusters – Die Geisterjäger (Ghostbusters)
- 1985: Männer für jeden Job (Head Office)
- 1985: Zum Teufel mit den Kohlen (Brewster’s Millions)
- 1986: Club Paradise
- 1986: Der kleine Horrorladen (Little Shop of Horrors)
- 1987: Mel Brooks’ Spaceballs (Spaceballs)
- 1989: Liebling, ich habe die Kinder geschrumpft (Honey, I Shrunk the Kids)
- 1989: Eine Wahnsinnsfamilie (Parenthood)
- 1989: Ghostbusters II
- 1990: L.A. Story
- 1990: My Blue Heaven
- 1992: Liebling, jetzt haben wir ein Riesenbaby (Honey, I Blew Up the Kid)
- 1993: Und ewig schleichen die Erben (Splitting Heirs)
- 1994: Kleine Giganten (Little Giants)
- 1994: Flintstones – Die Familie Feuerstein (The Flintstones)
- 1996: Big Bully – Mein liebster Feind (Big Bully)
- 1997: Liebling, jetzt haben wir uns geschrumpft (Honey, We Shrunk Ourselves)
- 2003: Bärenbrüder (Brother Bear, Stimme)
- 2006: Bärenbrüder 2 (Brother Bear 2, Stimme)
- 2018: Die Goldbergs (The Goldbergs, Fernsehserie, 1 Folge, Stimme)

## Diskografie
Studioalben:
- 1981: Bob and Doug McKenzie – The Great White North
- 1983: Bob and Doug McKenzie – The Adventures Of Bob & Doug McKenzie In Strange Brew
- 1989: Rick Moranis – You, Me, The Music And Me
- 2005: Rick Moranis – The Agoraphobic Cowboy
- 2013: Rick Moranis – My Mother’s Brisket

Singles:
- 1981: Take Off